# South of Panama
South of Panama est un film américain réalisé par Charles J. Hunt, sorti en 1928.

## Synopsis
Pour renforcer son trafic d'armes en déclenchant une guerre entre deux pays voisins, un américain sans scrupules envoie son assistant, "Ace" Carney, dans la république latino-américaine d'El Tovar, au sud du Panama. Une fois sur place, il tombe amoureux de Carmelita Laredon, la fille du président d'El Tovar, et trahit son patron en aidant la république.

## Fiche technique
- Réalisation : Charles J. Hunt[2]
- Scénario : Arthur Hoerl, Charles J. Hunt, Lon Young
- Montage : Charles J. Hunt
- Musique : Alberto Colombo
- Genre : Mélodrame[3]
- Production : Chesterfield Pictures
- Distributeur : Chesterfield Pictures
- Durée : 68 minutes
- Date de sortie : 15 novembre 1928

## Distribution
- Carmelita Geraghty : Carmelita Laredon
- Edward Raquello : Emilio Cervantes
- Lewis Sargent : Dick Lewis
- Philo McCullough : 'Ace' Carney
- Marie Messinger : Patsy
- Henry Arras : 'Red' Hearn
- Carlton S. King : Presidente Laredon
- Joseph Burke : Garcia
- Fred Walton : Capitaine de la garde

## Biographie
- (en) Darby, William., Masters of Lens and Light: A Checklist of Major Cinematographers and Their Feature Films., Scarecrow Press, 1991